# Hans Achterhuis
Herman Johan (Hans) Achterhuis (Hengelo, 1 september 1942) is een Nederlandse filosoof, gespecialiseerd in sociale en techniekfilosofie. Als publiek intellectueel mengt Achterhuis zich regelmatig in maatschappelijke discussies. Hij schreef over thema's als welzijnswerk, ontwikkelingssamenwerking, schaarste en technologie. Achterhuis is emeritus hoogleraar filosofie aan de Universiteit Twente.

## Biografie
Achterhuis studeerde theologie en filosofie in Utrecht en Straatsburg. Hij promoveerde met een proefschrift over Albert Camus. Lange tijd combineerde Achterhuis zijn wetenschappelijke werk met functies bij maatschappelijke organisaties (Werelddiaconaat, Nederlands Centrum voor Buitenlanders). Als docent sociale filosofie was hij verbonden aan de Universiteit van Amsterdam, onder andere bij de afdeling Andragologie. In 1988 werd Achterhuis bijzonder hoogleraar milieufilosofie aan de Universiteit van Wageningen. Van 1990 tot zijn emeritaat in 2007 bekleedde hij de leerstoel Wijsbegeerte aan de Universiteit Twente. Achterhuis won in 2003 de Pierre Bayle prijs voor de cultuurkritiek, en in 2009 en 2011 de Socratesbeker voor respectievelijk Met alle geweld en De utopie van de vrije markt.
In 2011 werd Achterhuis uitgeroepen tot de eerste Denker des Vaderlands omdat hij als filosofisch zwaargewicht de hectiek van het nieuws in een groter verband kan plaatsen. In 2013 werd hij opgevolgd door René Gude.

## Gedachtegoed
Het oeuvre van Achterhuis kenmerkt zich door de verbinding van filosofie met actuele maatschappelijke vraagstukken rond bijvoorbeeld ontwikkelingshulp, welzijnswerk, gezondheidszorg en de milieuproblematiek. Begrippen als arbeid, schaarste, utopie, techniek of geweld, die een belangrijke rol spelen in het begrijpen en ervaren van actuele problemen, worden door Achterhuis aan een kritisch onderzoek onderworpen. Deze aanpak, waarbij filosofie wordt gekoppeld aan een uitgebreid onderzoek van dossiers, rapporten en krantenartikelen, heeft Achterhuis met een aan Michel Foucault ontleende term wel actualiteitsanalyse genoemd.
Twee andere denkers die zijn aanpak en zijn ideeën sterk hebben beïnvloed zijn Ivan Illich en Hannah Arendt. Illich is ook een van de hem inspirerende denkers aan wie hij een hoofdstuk wijdde in zijn Filosofen van de Derde Wereld (1975). Daarin wijdde hij tevens een hoofdstuk aan Mao Tse-Toeng (Mao Zedong), waarvan hij zich later, in 2008 bij het verschijnen van zijn lijvige monografie Met alle geweld uitdrukkelijk zal distantiëren: destijds stelde hij dat de opvattingen van Mao een "ander vrijheidsbegrip" inhielden, onder een lichtvaardig voorbijgaan aan de bloedige onderdrukking en grootschalige schendingen van mensenrechten die in China onder Mao plaatsvonden.
Zijn boek De markt van welzijn en geluk uit 1979 was erg succesvol. Achterhuis stelt daarin dat de enorme groei van de sector van het welzijnswerk niet alleen op vooruitgang duidt. Meer hulp betekent niet altijd vooruitgang, maar creëert ook afhankelijkheid. In Het rijk van de schaarste uit 1988 wordt het streven naar vooruitgang bekritiseerd via een uitgebreide verkenning in de geschiedenis van de filosofie rond het begrip schaarste. Een centrale stelling is dat de toenemende gelijkheid, die de moderne tijd zo prijst, ook de bron is van voortdurende onderlinge vergelijking en concurrentie. Als gevolg hiervan zal vooruitgang nooit de schaarste aan voedsel, aan zorg, of welk ander goed dan ook kunnen oplossen; schaarste bestaat eerder in een overschot aan behoeften dan in een tekort aan hulpbronnen. Het thema van de overwinning van fundamentele tekorten komt typisch tot uiting in het idee van de utopie. Het utopisch verlangen met als grote schaduwkant het totalitarisme is het onderwerp van De erfenis van de utopie uit 1998. In deze studie is bovendien veel aandacht voor de techniek, als het middel bij uitstek ter realisatie van het utopisch vooruitgangsgeloof. Rond het thema moralisering van apparaten levert Achterhuis met dit boek ook een bijdrage aan het denken over de invloed van technologie op mensen in de hedendaagse cultuur. In 2008 verschijnt Met alle geweld. In deze omvangrijke studie besteedt Achterhuis aandacht aan allerlei facetten en aspecten van de rol van het geweld in de maatschappij.
Achterhuis' boek De utopie van de vrije markt behandelt de utopische aspecten van het neoliberalisme. In De kunst van het vreedzaam vechten vergelijkt Achterhuis de situatie van IS met de Godsdienstoorlog in Duitsland en de Chinese oorlog van de 19e eeuw en resp. begin van gangbare jaartelling die feitelijk veel gewelddadiger waren, maar in onze tijd zijn we niet bestand tegen geweld (zien).
Het werk van Hannah Arendt keert geregeld terug in de publicaties van Achterhuis, evenals dat van René Girard. Anno 2019 werkt Achterhuis aan een boek over deze filosofe, met wie hij zich al tientallen jaren bezighoudt, zo onthulde hij in ¨Tempels van het toeval¨, zijn bijdrage aan de in oktober 2019 verschenen bundel ¨Denkend aan Donner - een ode aan het lezen¨. Eind 2022 verscheen als resultaat van deze filosofische vriendschap het boek 'Ik wil begrijpen', over de onbekende Hannah Arendt. Hierin koppelt Achterhuis het denken van Arendt aan zijn eigen ervaringen en 'actualiseert hij ze aan de hand van thema's als de toeslagenaffaire, fake news en de gevaren die onze democratie bedreigen'.